# 札幌市立琴似中学校
札幌市立琴似中学校（さっぽろしりつ ことにちゅうがっこう）は、北海道札幌市西区山の手4条2丁目にある公立中学校。自校生徒や近隣住民が使う通称は、「琴中（きんちゅう）」。なお住居表示変更等により校名と所在地区は、一致していない。

## 沿革
- 1947年 - 札幌郡琴似町立琴似中学校（7学級 生徒数320名）として開校
- 1955年 - 琴似町と札幌市が合併し、「札幌市立琴似中学校」と改称
- 1959年 - 盤渓分校を、札幌市立盤渓中学校として独立（生徒数減少により、1975年に札幌市立向陵中学校に統合）
- 1960年 - 札幌市立陵北中学校に、二十四軒地区の1、2年生208名が移籍（9月）
- 1961年 - 札幌市立八軒中学校に、八軒・発寒地区（函館本線より北）の1、2年生508名が移籍（12月）
- 1967年 - 札幌市立発寒中学校に、発寒地区（発寒橋より西、函館本線より南）の1、2年生が移籍
- 1976年 - 現在の校舎が完成（12月）

## 教育方針
- 「知」「心」「体」の調和の取れた、豊かな人間性や生きる力のある生徒の育成
- 学ぶ力、豊かな心、健全な心、広い視点、

## 生徒会活動・部活動など
- 吹奏楽部は、1989年（平成元年）に北海道で開催された「はまなす国体」に音楽隊として開閉会式に参加。全日本吹奏楽コンクールでは、北海道代表として全国大会に7回出場し、金賞１回（1990年）、銀賞4回（1991・1992・1995・2015年）、銅賞２回（1989・1998年）を受賞している。
- サッカー部、野球部は、2008年（平成20年）に札幌で行われた中体連で優勝し、野球部は全道大会で3位という結果を残した。
- 合唱部は、2009年（平成21年）に旭川で行われた、全日本合唱コンクールの北海道支部大会において金賞を受賞し全国大会へ出場、全国大会では銅賞を受賞した。2010年(平成22年)には帯広で行われた、全日本合唱コンクールの北海道支部大会において金賞を受賞し1位通過で全国大会に出場、全国大会(兵庫県)では金賞を受賞した。2013年(平成25年)には札幌ヴォーカルアンサンブルコンテストにおいて、女声合唱で金賞を受賞した。第80回NHK全国学校音楽コンクールにおいて北海道ブロック大会にて金賞を受賞し、全国大会に出場、優良賞を受賞した。また、北見で行われた全日本合唱コンクール北海道支部大会において金賞を受賞し、全国大会に出場、全国大会（広島県）では銀賞を受賞した。2016年には釧路市で行われた全道大会で金賞を受賞し、香川県高松市で行われた全国大会において銀賞を獲得した。市内でも一二を争う合唱強豪校でもある。2024年に旭川で行われた全日本全国合唱コンクールは混声で全道1位になり、全国大会(埼玉県)へ行き、銀賞を受賞した。
- 陸上部は2010年（平成22年）に男子110MH、女子100MHでそれぞれ1人ずつ全国大会に出場した。2010年に北海道の中学生で唯一国体に出場した。2010年札幌市中体連大会で、男女総合優勝、女子総合優勝。
- ダンス部は2015、2016、2017と3年連続で全国大会出場を果たし、2015年大会では全国一位となりアメリカで行われる世界大会への切符を手にした。
- 男子バレーボール部は2016年の全道大会で準優勝し、全国大会に出場。決勝トーナメント一回戦で東京都の駿台学園中学校に敗れた。

## 校区
以下の小学校の通学区域。
- 札幌市立琴似小学校
- 札幌市立山の手小学校
- 札幌市立山の手南小学校

## 周辺
- 山の手図書館
- 札幌西郵便局（西区山の手5条1丁目）
- 琴似本通交番（西区山の手3条1丁目3番26号）
- 西消防署琴似出張所（西区琴似2条7丁目）
- 北海道道276号琴似停車場線

## 著名な卒業生
- 粕谷音 (モデル)
- 北ノ國仁（大相撲、元幕内力士）
- 恭一郎 (YouTuber)
- 工藤重典（フルート奏者）
- 金野昭次（スキージャンプ選手）
- 榎本聡（航空旅行評論家・オリエントコーポレーション）
- 曽我部修司（イラストレーター、漫画家）
- 田尾克史（スキージャンプ選手）
- 高氏敦（NHKアナウンサー）
- 高橋名人（ゲーム名人、元ハドソン社員）
- 敦賀栄（スキージャンプ選手）
- 長沼昭夫（きのとや社長）
- 成毛眞（元マイクロソフト日本法人社長）
- 安川友貴（スキージャンプ選手）
- 八田信之（重量挙げ選手）
- 湯浅直樹（アルペンスキー選手)

## その他
- 1970年代から80年代前半、西区の成人式会場に同校体育館が使われていた。